# Wil Ohmsford
Wil Ohmsford è un personaggio della trilogia di Shannara scritta da Terry Brooks. Nipote di Shea e Flick Ohmsford (con quest'ultimo non consanguineo in quanto Shea è fratello adottivo di Flick).

## Storia
A causa della morte dei genitori in seguito ad una febbre, Wil decise in giovane età di diventare guaritore. Con grosso rammarico dello zio Flick Wil scelse di studiare con gli Stör, i leggendari gnomi guaritori considerati i migliori delle Quattro Terre.
Primo umano ad essere ammesso tra gli Stor, Wil trascorse molti anni a Storlock, imparando il linguaggio e l'arte della guarigione degli gnomi. La sua vita cambia quando Allanon, il leggendario Druido dato per morto durante gli ultimi cinquant'anni, compare a Storlock gravemente ferito e in cerca di aiuto. Guarito, Allanon chiede l'aiuto di Wil. L'Eterea, l'albero sacro degli Elfi, sta morendo e con la sua morte si sta sgretolando il Divieto, la barriera che imprigiona i Demoni del Vecchio Mondo. Per impedire che il Divieto cada e i Demoni siano liberati è necessario che l'eletta Amberle porti il seme dell'Eterea alla sorgente del Fuoco di Sangue per permettere che l'albero rinasca.
I Demoni sono però a conoscenza di Amberle e la giovane necessita di una protezione magica per poter sopravvivere. Poiché Allanon rimarrà a fianco degli Elfi per aiutarli, un altro dovrà recarsi presso il Fuoco di Sangue con Amberle e l'unico in grado di farlo è proprio Wil Ohmsford, legittimo possessore delle Pietre Magiche degli Elfi donategli da Shea. Accettato suo malgrado il compito, Wil durante il viaggio verso il Fuoco di Sangue incontra dei problemi nell'uso delle Pietre Magiche. Dopo averle usate con successo una prima volta e aver provato una sorta di cambiamento dentro di sé, Wil crea inconsciamente un blocco psicologico che gli impedisce l'uso delle Pietre Magiche. Riesce a superare il proprio blocco, distruggendo il demone sulle loro tracce, il Mietitore. Ma non ci sarà per Wil un completo successo: Amberle, di cui si era molto innamorato, si trasforma nella nuova Eterea. Distrutto dal dolore e stremato dal lungo viaggio, Wil è assistito nel suo recupero da Eretria, la ragazza Nomade che lo ha aiutato nel suo viaggio con Amberle e innamorata di lui.
Si sposerà con Eretria, non riuscendo tuttavia, come lui stesso sostiene, ad amarla come Amberle. Da lei avrà due figli, Brin Ohmsford, la maggiore, e Jair Ohmsford, il minore. Nei due fratelli si manifesterà la Canzone Magica, poiché parte della magia contenuta nelle Pietre Magiche è passato dal padre ai figli. I due figli saranno i protagonisti del libro La Canzone di Shannara.
Dopo il matrimonio con la Nomade, Wil giurerà di non utilizzare più le Pietre Magiche, perché si è convinto che siano state loro a non permettergli di salvare Amberle. Esse finiranno relegate in una nicchia segreta nel caminetto della casa di Wil, fino a quando non le scopriranno Brin e Jair.